# Ісламський Емірат Вазиристан
Ісламський Емірат Вазиристан — самопроголошена сепаратистська держава, яка була не визнана жодною країною світу.

## Історія

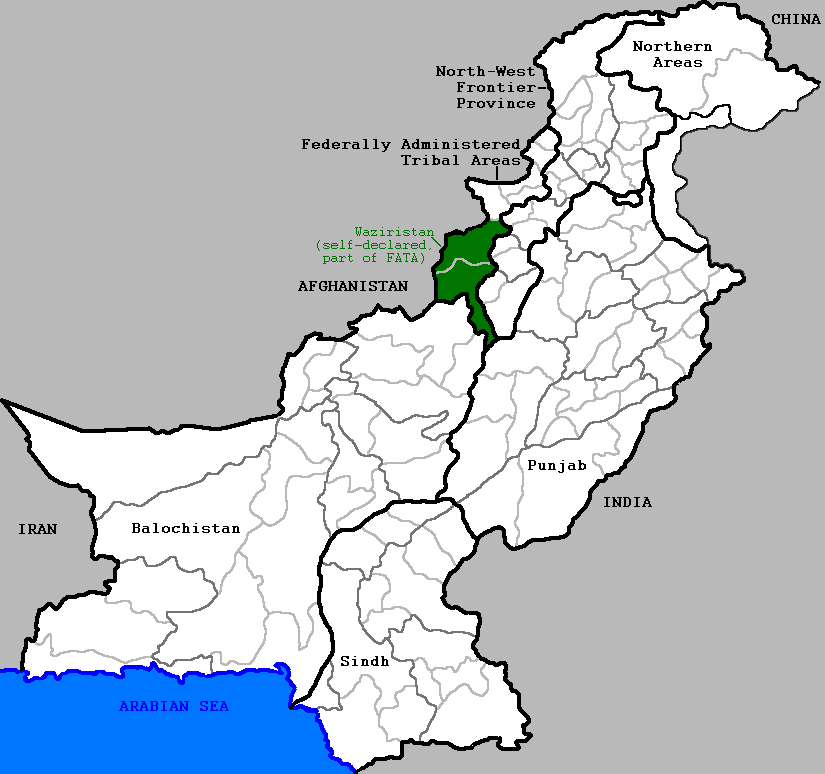
Вазиристан на мапі Пакистану.

### Після 2001 року
14 лютого 2006 на території Північного Вазиристану було проголошено про створення Ісламського Емірату Вазиристан. Пізніше, незважаючи на спроби пакистанської армія відновити контроль Пакістану у регіоні, влада ІЕВ розширилася за рахунок більшої частини Південий Вазиристан.
7 серпня 2007 Пакистан провів велику військову операцію проти бойовиків руху Талібан в Північного Вазиристану.
12 грудня 2009 прем'єр-міністр Юсуф Реза Гілані оголосив про перемогу Пакистану в Південому Вазиристану. Після перемоги пакистанських військ, Ісламський Емірат Вазиристан припинив своє існування. Під контролем бойовиків залишилися кілька районів Пінічного Вазиристану.
29 жовтня 2010 міністр закордонних справ Пакистану Шах Махмуд Куреші зробив заяву, що 35 000 угрупування пакистанських військ готове до початку бойових дій проти талібів у Північному Вазиристані.

## Збройні сили
Армія ІЕВ нараховує кілька десятків тисяч бійців і складається з мешканців як Вазиристану, так і сусідніх провинцій Пакистану і Афганістану.

## Інтернет-ресурси
- Chisholm, Hugh, ред. (1911). Waziristan . // Encyclopædia Britannica (англ.). Т. 28 (вид. 11-те). Cambridge University Press. с. 435—436. This includes an Empire-centric view of the politics and demographics.

- Audio slideshow: Waziristan's impossible border